# Прелюдия до минор (BWV 999)
Прелюдия до минор (BWV 999) ― сочинение Иоганна Себастьяна Баха, созданное им либо в Кётене между 1717 и 1723 годами, либо в первые годы пребывания в Лейпциге. Композицию можно исполнять как на лютне, так и на клавишных инструментах. Начиная с XIX века пьеса стала фигурировать под номером 3 в сборнике «Двенадцать маленьких прелюдий». В каталогах работ Баха, созданных в XX веке, таких как Bach-Jahrbuch, Bach-Werke-Verzeichnis и New Bach Edition, пьеса относится к произведениям для лютни. Прелюдия часто исполняется вместе с фугой соль минор (BWV 1000).

## История
Время создания Прелюдии до минор доподлинно неизвестно. По словам Томаса Кольхазе, пьеса, вероятнее всего, была создана в кётенский период жизни композитора, то есть между 1717 и 1723 годами. Кристоф Вольф и Уолтер Эмери считают, что прелюдия также могла быть написана в первые годы пребывания Баха в Лейпциге ― этот вывод был сделан на основании сходства пьесы с прелюдиями и фугами «Хорошо темперированного клавира».
По словам Кольхазе, копия прелюдии, сделанная Иоганном Петером Кельнером, датируется примерно серединой 1720-х годов. Более точное исследование времени происхождения рукописи, проведённое Расселом Стинсоном, показало, что копия Кельнера была создана после 1727 года.

### Рукопись Кельнера

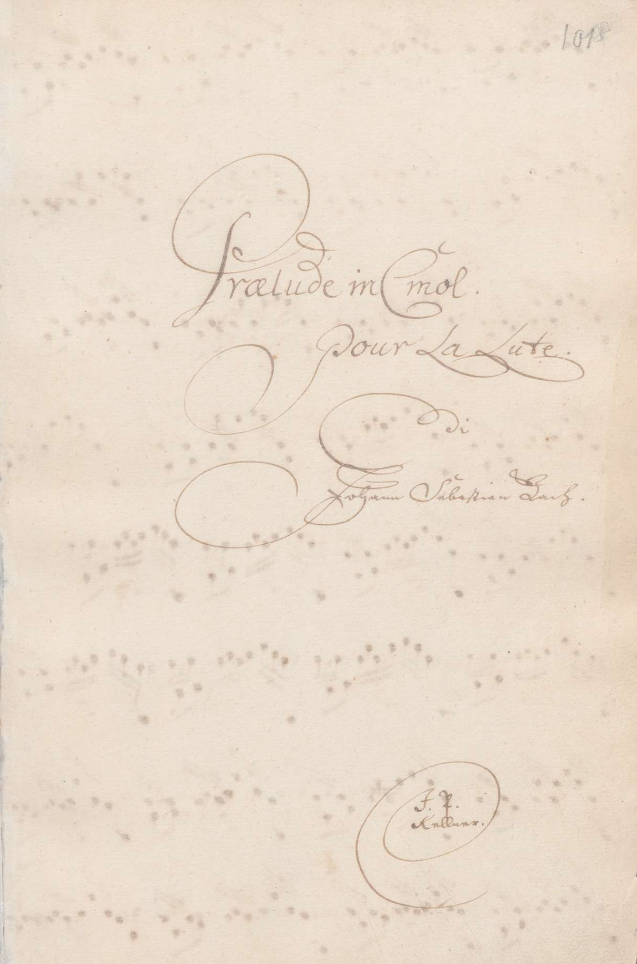
Титульный лист
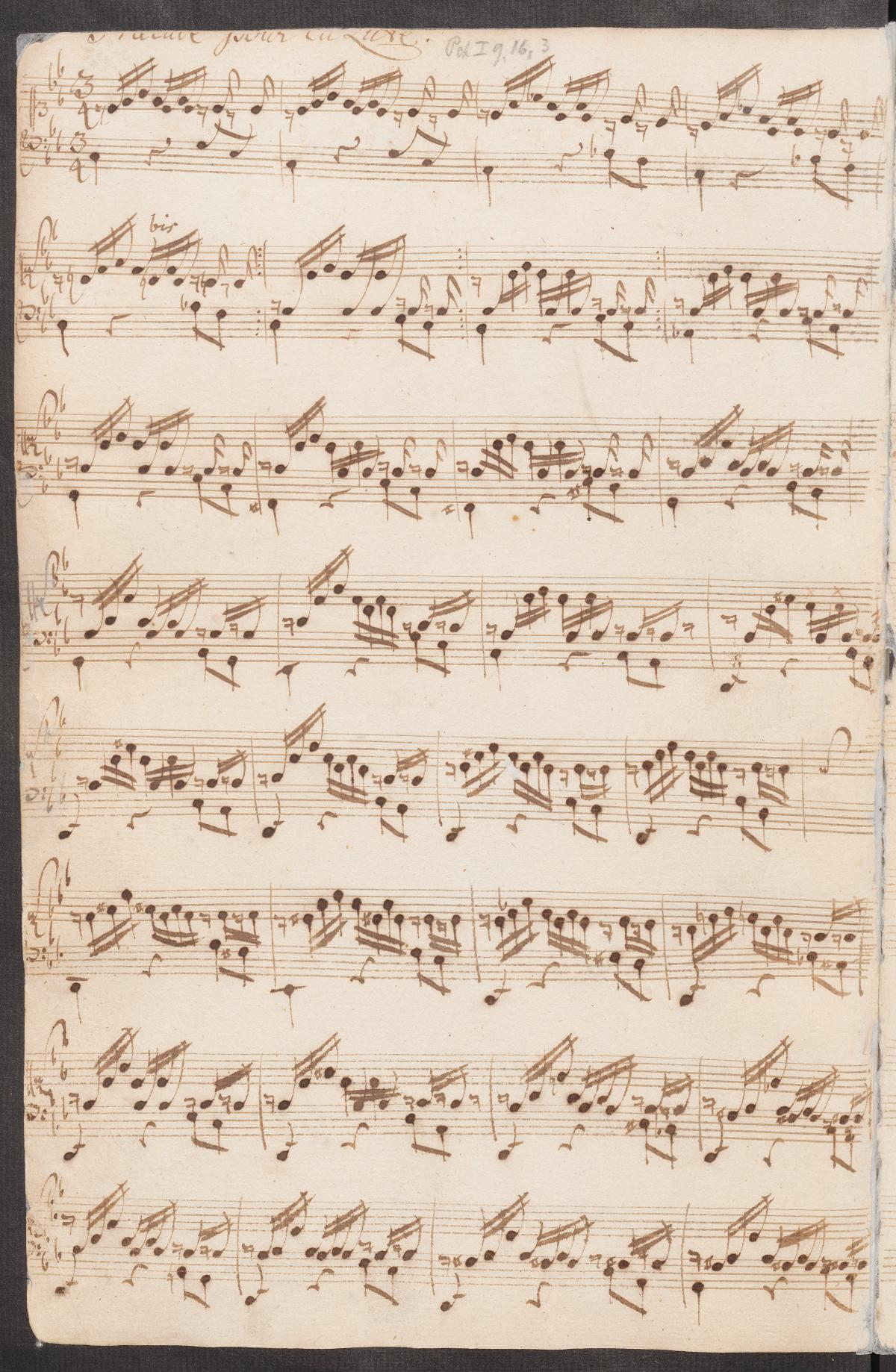
стр. 1
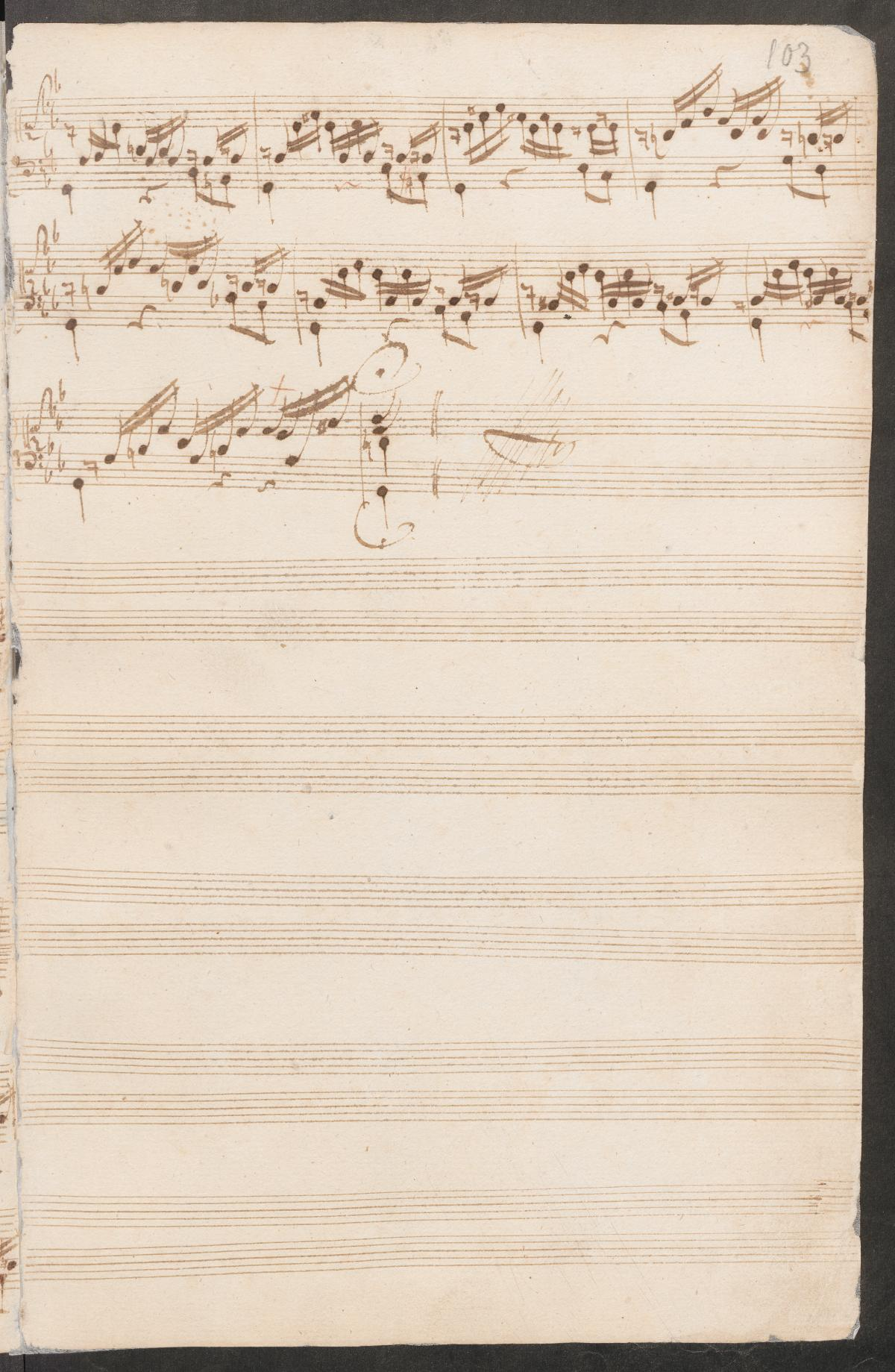
стр. 2

## Музыка
Вопреки названию пьесы, менее трети BWV 999 написано в до миноре ― в ней преобладает тональность соль минор. На протяжении всего произведения звучит один и тот же ритмический рисунок. Прелюдия заканчивается аккордом в соль мажоре.

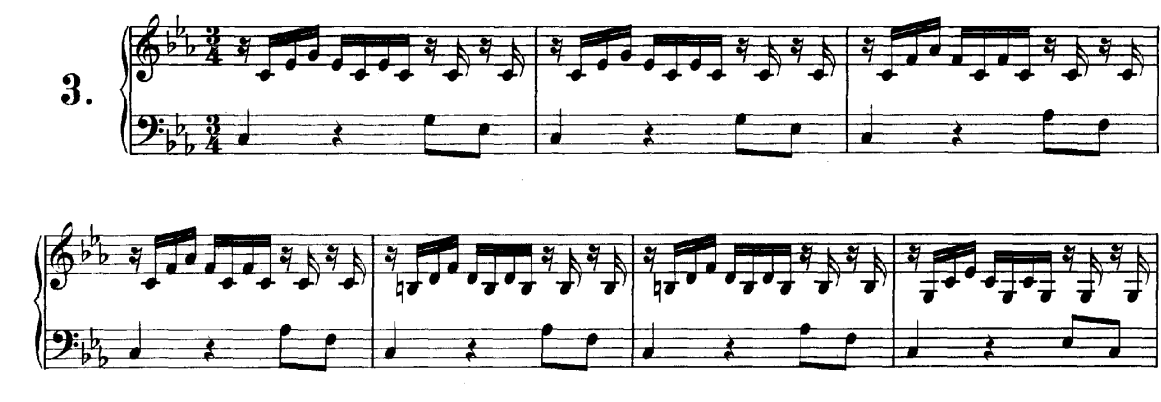
Первые 7 тактов прелюдии
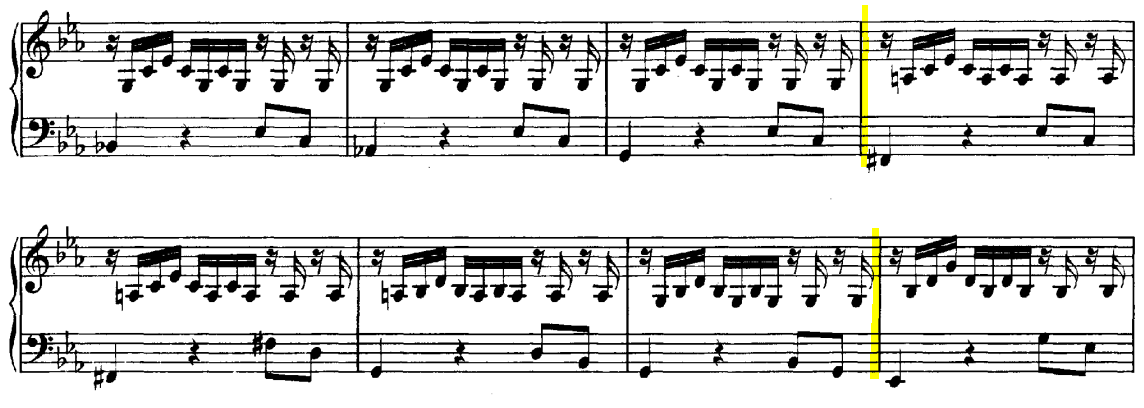
Такты 8-14 (в тактах 11-14 происходит модуляция в соль минор)

## Критика
Филипп Шпитта так описал BWV 999:
Весьма восхитительна небольшая прелюдия до минор, которая отзывается арфоподобными тонами от одного набора гармоний к другому, и всё же позволяет проникнуть через всё это мистическому романтизму баховского гения.
Музыкант Ганс Неман не сомневался, что Бах сочинил прелюдию для лютни:
Эта композиция очень хорошо подходит для лютни, настроенной по старинке, и очень играбельна. Произведение показывает, что композитор очень хорошо разбирался в лютневой технике.